# Andreas Kariolu
Andreas Kariolu –en griego, Ανδρέας Καριόλου– (Éngomi, 24 de noviembre de 1982) es un deportista chipriota que compitió en vela en la clase Mistral.
Ganó una medalla de bronce en el Campeonato Mundial de Mistral de 2005 y una medalla de plata en el Campeonato Europeo de Mistral de 2005.

## Palmarés internacional
| \| Campeonato Mundial \| Campeonato Mundial \| Campeonato Mundial \| Campeonato Mundial \| \| Año \| Lugar \| Medalla \| Clase \| \| ------------------ \| ------------------ \| ------------------ \| ------------------ \| \| 2005 \| Palermo (Italia) \| Medalla de bronce \| Mistral \| \| Campeonato Europeo \| \| \| \| \| Año \| Lugar \| Medalla \| Clase \| \| 2005 \| Palermo (Italia) \| Medalla de plata \| Mistral \| |                  |                   |         |
| Campeonato Mundial |                  |                   |         |
| Año | Lugar            | Medalla           | Clase   |
| 2005 | Palermo (Italia) | Medalla de bronce | Mistral |
| Campeonato Europeo |                  |                   |         |
| Año | Lugar            | Medalla           | Clase   |
| 2005 | Palermo (Italia) | Medalla de plata  | Mistral |